# Йоган Непомук Чермак
Йоганн Непомук Чермак (чеськ., нім. Johann Nepomuk Czermak, 17 червня 1828, Прага — 17 вересня 1873, Лейпциг) — чеський і австрійський фізіолог.

## Життєпис
Й. Н. Чермак вивчав медицину, починаючи з 1845 в університетах Праги, Відня і Вроцлава (в останньому — під керівництвом Я. Е. Пуркинє. Закінчив свою освіту у Вюрцбурзі. Пропрацювавши деякий час асистентом в празькому Фізіологічному інституті, Чермак в 1855 стає професорос зоології в Грацькому університеті, а в 1856 — професором фізіології Краківського університету.
У 1857 Чермак отримує професуру з нейрофізіології Віденського університету, з 1858 — професор фізіології Будапештського університету.
З 1860 Чермак очолює приватний інститут нейрофізіології в Празі.
З 1865 — професор фізіології Єнського університету.
Одночасно стає почесним професором Лейпцизького університету.
У Лейпцигу Чермак створює приватний навчальний заклад з нейрофізіології «Czermaksches Spectatorium».
І. Н. Чермак вважається основоположником сучасної отоларингології. Він також удосконалив конструкцію ларингоскопа.

## Твори
- Über den Kehlkopfspiegel. Wiener medizinische Wochenschrift 8 (1858) 196—198.
- Der Kehlkopfspiegel und seine Verwertung in Physiologie und Medizin . Engelmann, Leipzig, 1860.
- Zur Physiologie des Gesichtssinnes. (On acccomodation phenomena) .
- Über den Raumsinn der Haut.
- Gesammelte Schriften. 2 Bände in 3 Halbbänden. Leipzig, 1879